# Sumire Satō
Sumire Satō ou Sato, Satoh, Satou (佐藤すみれ, Satō Sumire, née le 20 novembre 1993 à Saitama, Japon) est une chanteuse et idole japonaise, membre du groupe de J-pop AKB48 (Team B). En 2006, elle participe à l'audition pour la 8e génération de Morning Musume et est l'une des finalistes. Elle est sélectionnée chez AKB48 fin 2008, et débute en 2010 avec la Team B. Elle fait aussi partie du groupe temporaire Nattō Angels Z en juillet 2010.
En 2012, elle double l'une des héroïnes de la série anime AKB0048, et participe au groupe No Name créé dans le cadre de la série.